# Мангал, Фидель
Фидель Мангал (англ. Fidel Mangal, род. 24 декабря 1989) — сентлюсийский шоссейный велогонщик.

## Карьера
В 2007 году принял участие на чемпионате мира по шоссейному велоспорту в категории U19.
В 2011 году принял участие в Панамериканских играх.
В 2012 году стал чемпионом Сент-Люсии в групповой гонке. Ещё несколько раз занимал второе место.
В 2013 году принял участи в чемпионате Панамерики.
В рамках Американского тура UCI стартовал на Классики Тобаго. Участвовал в Туре Мартиники.

## Достижения
2011
2-й на Чемпионат Сент-Люсии — групповая гонка
2012
 Чемпион Сент-Люсии — групповая гонка
2013
2-й на Чемпионат Сент-Люсии — групповая гонка
2014
2-й на Чемпионат Сент-Люсии — групповая гонка